# Antje Dietsch
Antje Dietsch (* 4. März 1973 in Werdau) ist eine deutsche Juristin. Sie ist seit Januar 2023 Richterin am Bundesgerichtshof.

## Leben und Wirken
Dietsch war nach Abschluss ihrer juristischen Ausbildung zunächst als Notarassessorin bei der Notarkammer Sachsen tätig. Im Februar 2002 trat sie in den Justizdienst des Freistaates Sachsen ein. Dort war sie bei der Staatsanwaltschaft Zwickau tätig und wurde im April 2006 zur Staatsanwältin ernannt. In der Zeit von November 2002 bis Ende 2008 war sie mit einem Teil ihrer Arbeitskraft als hauptamtliche Leiterin einer Referendararbeitsgemeinschaft an das Landgericht Zwickau abgeordnet. Von Mitte Juli 2007 bis August 2008 war Dietsch anteilig an die Staatsanwaltschaft Dresden abgeordnet und von März 2013 bis Mitte März 2014 mit voller Arbeitskraft an die Generalstaatsanwaltschaft Dresden. Ab August 2015 war sie als Gruppenleiterin bei der Staatsanwaltschaft Zwickau tätig. Mitte Februar 2020 erfolgte ihre Abordnung als wissenschaftliche Mitarbeiterin an den Bundesgerichtshof. Während der Zeit der Abordnung wurde sie im April 2021 bei dem Oberlandesgericht Dresden zur Richterin am Oberlandesgericht ernannt. Dietsch ist promoviert.
Mit der Ernennung zur Richterin am Bundesgerichtshof ab Januar 2023 übertrug das Präsidium Dietsch vornehmlich die Aufgaben einer Ermittlungsrichterin am Bundesgerichtshof und wies sie dem 4. Strafsenat zu, der vornehmlich für die Revisionen in Strafsachen aus den Bezirken der Oberlandesgerichte Hamm und Zweibrücken sowie die Revisionen in Verkehrsstrafsachen zuständig ist.